# História de Salvador

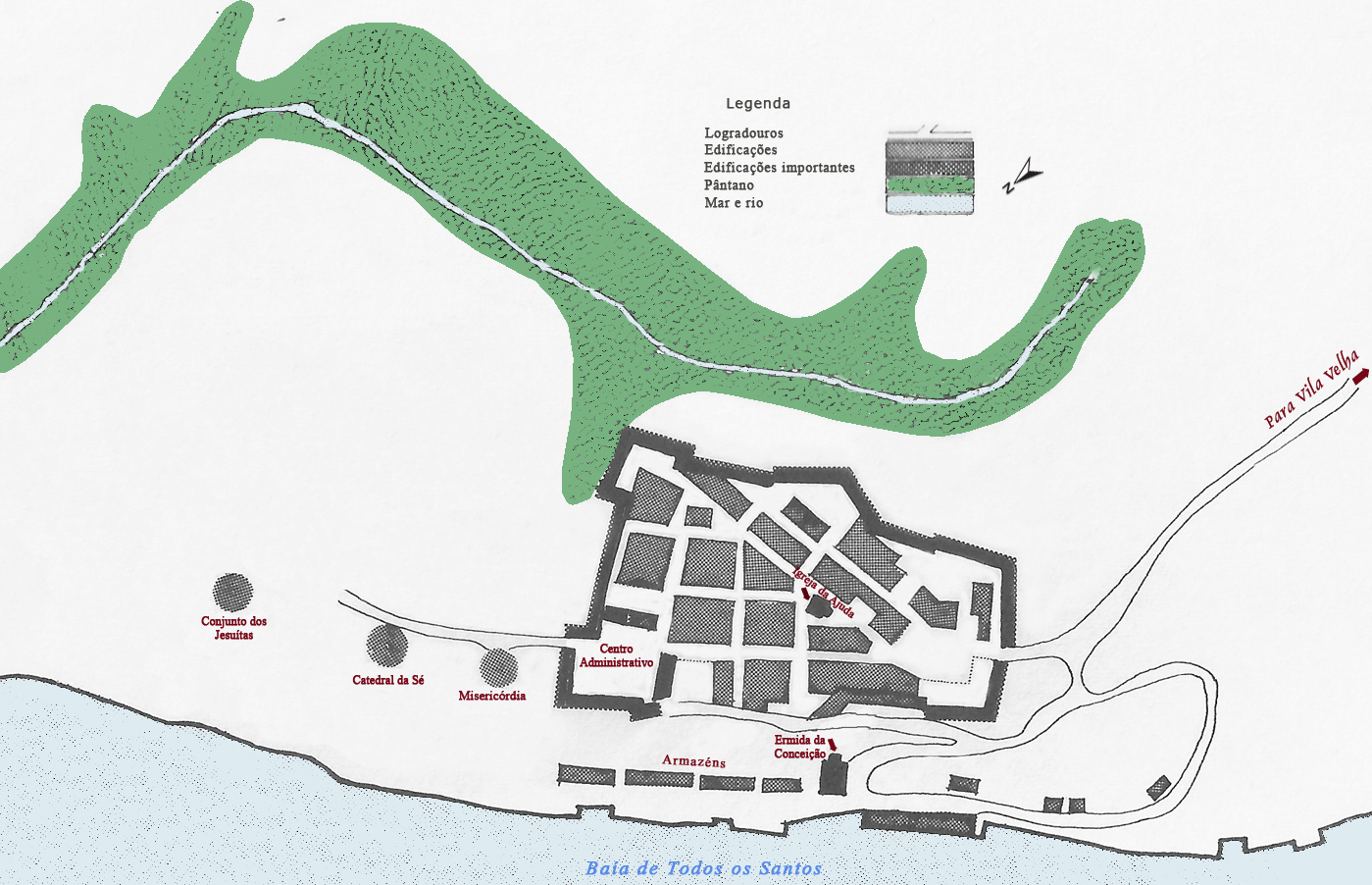
Mapa de Salvador em 1551, elaborado por Theodoro Sampaio

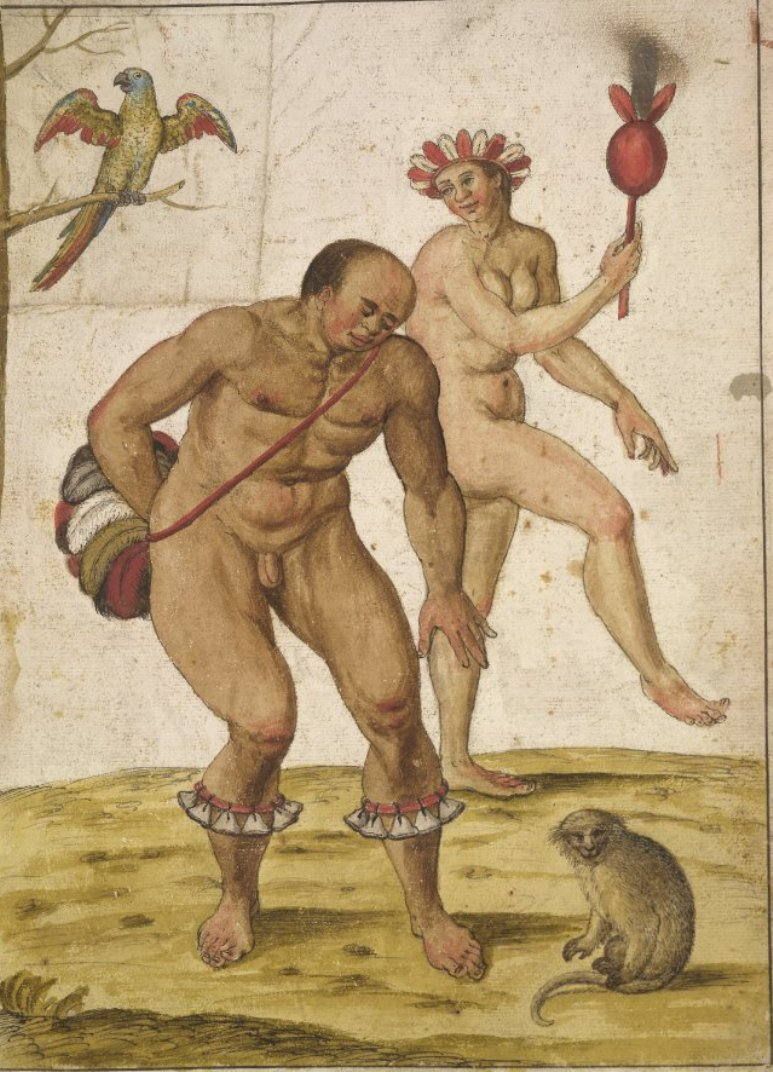
Gravura de John White retratando tupinambás dançando

História de Salvador refere-se à narração e estudo dos acontecimentos em Salvador, município capital do estado brasileiro da Bahia, ou que o afetaram. Sem dissociar história e geografia, Adriano Bittencourt Andrade e Paulo Roberto Baqueiro Brandão periodizaram a história soteropolitana em quatro momentos: a fundação da cidade em meio às preocupações de defesa da colônia, a "Idade do Ouro" de Salvador, a decadência econômica e o processo de metropolização desde meados do século XX. Contudo, a ocupação humana do território que corresponde ao atual município é anterior à fundação do mesmo.
A fundação de Salvador em 1549 por Tomé de Sousa ocorreu por conta da implantação do Governo-Geral do Brasil pelo Império Português. Assim, já foi fundada como a primeira capital da América Portuguesa, que corresponde ao atual Brasil. Salvador é uma das mais antigas cidade do continente americano e uma das primeiras cidades planejadas no mundo, ainda no período do Renascimento. O Centro Histórico de Salvador, iconizado nos arredores do Largo do Pelourinho, é conhecido pela sua arquitetura colonial portuguesa com monumentos históricos que datam do século XVII até o início do século XX, tendo sido declarado como Patrimônio Mundial pela Organização das Nações Unidas para a Educação, a Ciência e a Cultura (Unesco) em 1985.

## Primeiros povos e contato europeu

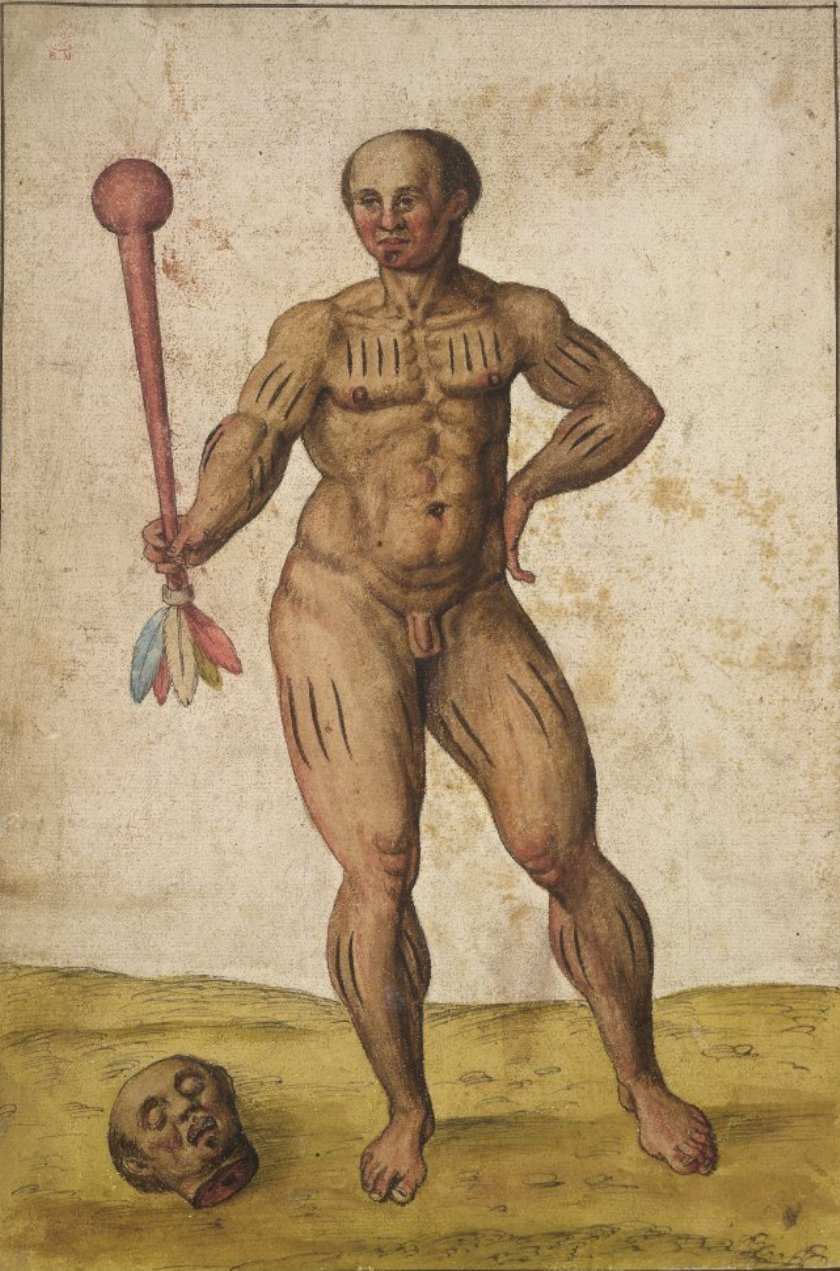
Guerreiro tupinambá com um ivirapema (porrete) ao lado da cabeça de um inimigo decapitado

Populações sambaquieiras ocupavam o atual bairro de Periperi. Lá encontra-se o sítio do sambaqui da Pedra Oca — descrito na década de 1960 pelo arqueólogo Valentin Calderón —, na praia de Periperi, a dois metros do nível do mar atual. Trata-se de um monumento arqueológico que foi, ao mesmo tempo, moradia, cemitério e área de descarte dos restos alimentares. Os sambaquis no Brasil são mais raros no litoral nordeste em comparação à costa sul brasileira. Outros 25 situados no litoral da Bahia foram registrados no Instituto do Patrimônio Histórico e Artístico Nacional (IPHAN) até 1984. Contudo, edifícios coloniais (a exemplo da Casa de Câmara e Cadeia e a Igreja da Sé) foram construídos a partir de conchas e outros materiais calcários oriundos de sambaquis próximos existentes à época. O sambaqui da Pedra Oca data de 3000 anos atrás e, posteriormente, essa população sambaquieira foi expulsa com a chegada dos povos aratus.
Os povos aratus estão ligados à tradição ceramista homônima, distinta da tradição tupiguarani dos povos tupis. E, por volta do ano 1000, esses povos que habitavam a região foram expulsos para o interior do continente devido à chegada de tupis procedentes da Amazônia. No século XV, quando chegaram os primeiros europeus à região, a mesma era habitada por um desses povos tupis, os tupinambás. Em 1501, os portugueses fizeram a posse "oficial" da região no dia de Todos os Santos, assim batizaram com esse nome a baía ali existente.
Em 1534, chegou à região o primeiro dos donatários portugueses criados com a instituição do sistema das capitanias hereditárias, Francisco Pereira Coutinho, que recebeu a Capitania da Baía de Todos os Santos das mãos do rei português D. João III. Coutinho fundou o Arraial do Pereira e Ponta do Padrão (a atual Ladeira da Barra). Esse arraial, doze anos depois, na época da fundação da cidade, foi chamado de Vila Velha.

## Fundação e período colonial

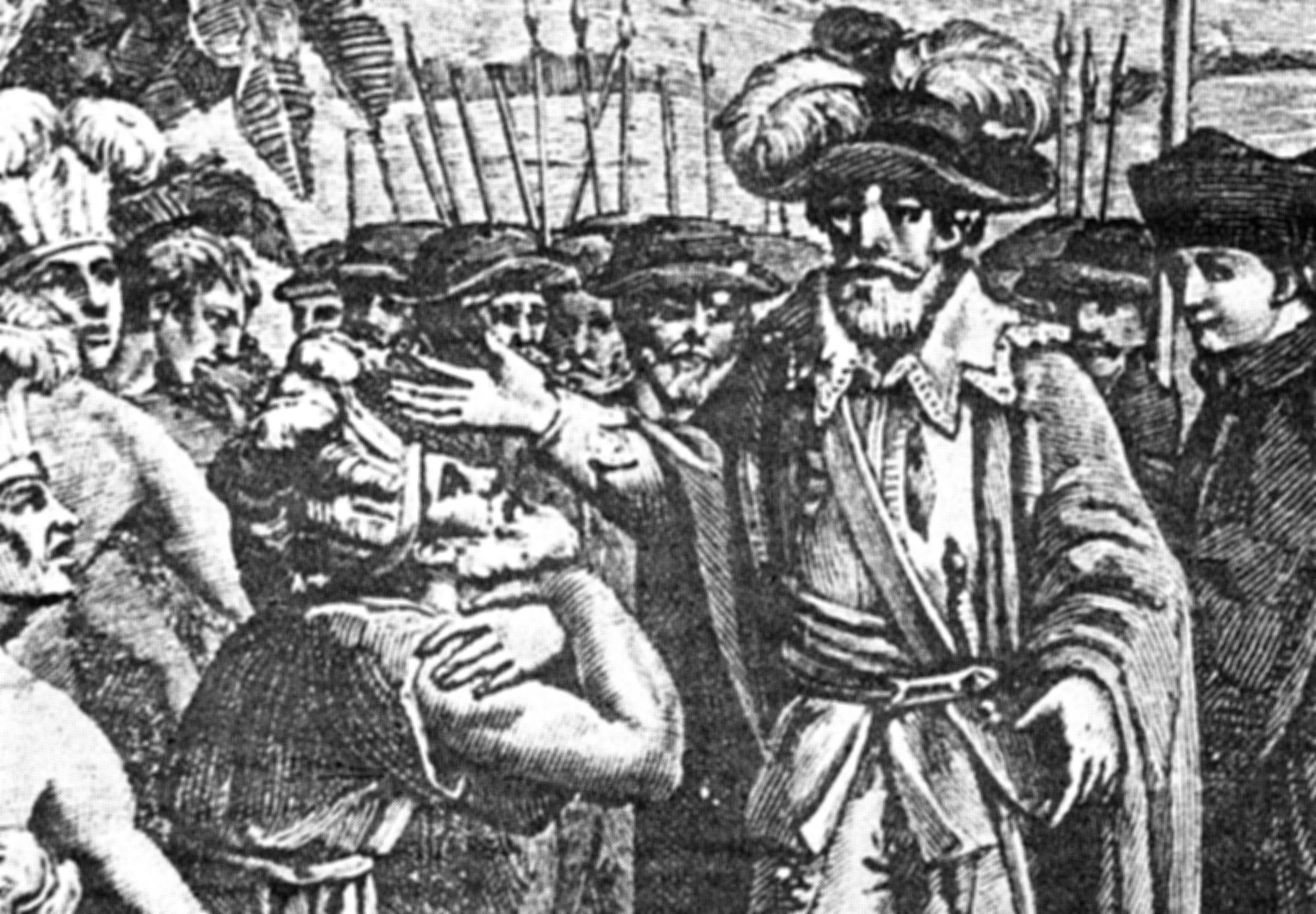
Chegada de Tomé de Sousa à Bahia (gravura do começo do século XIX)

Ataque holandês contra a cidade de Salvador em 1624

Em 29 de março de 1549 chegam, pela Ponta do Padrão, na Barra, o governador-geral do Brasil Tomé de Sousa e comitiva, em seis embarcações: três naus, duas caravelas e um bergantim, com ordens de D. João III de fundar uma cidade-fortaleza chamada do São Salvador, seguindo projeto do arquiteto Luís Dias para a capital do país. Nasce assim a cidade de Salvador: já município e capital, sem nunca ter sido província. Todos os donatários das capitanias hereditárias eram submetidos à autoridade do primeiro governador-geral do Brasil, Tomé de Sousa. No local de desembarque, na Praia do Porto da Barra, está o "Marco da Fundação da Cidade", uma coluna de 6 metros de altura feita em pedra de lioz. O monumento foi posto pela comunidade portuguesa na Bahia em 1952, restaurado em 2013.
Com o governador vieram nas embarcações mais de mil pessoas. Trezentas e vinte nomeadas e recebendo salários; entre eles o primeiro médico nomeado para o Brasil por um prazo de três anos: Dr. Jorge Valadares; e o farmacêutico Diogo de Castro, seiscentos militares, degredados, e fidalgos, além dos primeiros padres jesuítas no Brasil, como Manuel de Nóbrega, João Aspilcueta Navarro e Leonardo Nunes, entre outros.
Tomé de Sousa após de um funcionário a notícia de que o substituto estava a caminho, ele disse-lhe: "Vedes isto, meirinho? Verdade é que eu desejava muito, e me crescia a água na boca quando cuidava em ir para Portugal; mas não sei por que agora se me seca a boca de tal modo que quero cuspir e não posso". Por ocasião dos 450 anos da cidade, o historiador Cid Teixeira comparou o empreendimento de construção da primeira capital do Brasil, no século XVI, com a construção de Brasília, no século XX. As duas cidades surgiram de uma decisão política de ocupação do território, e ambas, cada uma a seu tempo, trouxeram inovações urbanísticas. Era pelo porto que a cidade se articulava com o mundo. Assim, Salvador foi desde o primeiro instante cosmopolita. "Não se tratava de um povoado que foi crescendo. A cidade já surge estruturada. Salvador não nasce de um passado, mas de um projeto de futuro que era construir o Brasil", analisa o escritor Antonio Risério.

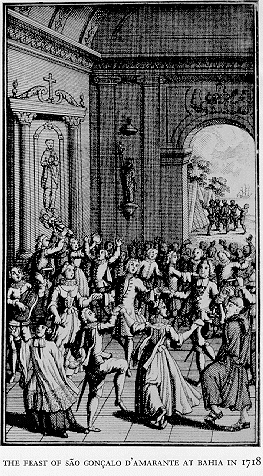
Festa de São Gonçalo em Salvador, 1718

A cidade segue o modelo de urbanização adotado por várias cidades costeiras portuguesas, que incorpora as características do meio físico ao desenho urbano. "A escolha de sítios elevados para a implantação dos núcleos defensivos; a estruturação da cidade em dois níveis: a cidade alta, institucional e política, e a cidade baixa, portuária e comercial; a cuidadosa adaptação do traçado das ruas às características topográficas locais; um perímetro de muralhas, que não acompanhava o tecido construído, mas se adaptava às características do território; e uma concepção de espaço urbano em os edifícios localizados em posições dominantes davam sentido e estruturavam os espaços envolventes" — são características que se observam em Lisboa, Porto ou Coimbra, assim como em cidades coloniais como Salvador, Luanda (fundada na segunda metade do século XVI) e Rio de Janeiro. Ademais, "na cidade portuguesa, os edifícios públicos, civis ou religiosos, localizados em pontos proeminentes do território e associados a uma arquitetura mais cuidada que os destacava na malha urbana, tinham um papel estruturante fundamental na organização da cidade".
Assim, núcleo urbano primitivo da primeira capital brasileira é construído no cume de um monte, e a organização da cidade se dá em dois níveis — Cidade Alta, sede do poder civil e religioso, e Cidade Baixa, onde se desenvolviam as atividades marítimas e comerciais. Nas instruções dadas em 1548 por D. João III a Tomé de Sousa estão expressas as preocupações da Coroa com a regularidade do traçado da nova cidade. Foi, portanto, uma cidade planejada, e o seu traçado que se adaptava, por um lado, à topografia local e, por outro, a um perímetro de fortificações de forma trapezoidal. No seu interior, era constituída por quarteirões retangulares, do que resultava uma malha regular, mas não perfeitamente ortogonal. Na cidade inicialmente delineada por Luís Dias havia dois conjuntos de quarteirões retangulares de diferentes proporções. Um desses conjuntos tinha uma estrutura idêntica aos quarteirões de cidades medievais planejadas. Os quarteirões do outro conjunto tinham uma forma mais quadrada, e cada um deles era composto por lotes dispostos costas-com-costas ou fazendo frente para as quatro faces do quarteirão, numa estrutura idêntica à encontrada no Bairro Alto de Lisboa ou na cidade de Angra do Heroísmo, ambos contemporâneos da fundação de Salvador. Na parte alta da cidade, localizavam-se os principais edifícios institucionais e grande parte das áreas habitacionais, enquanto na parte baixa desenvolveram-se as funções portuárias e mercantis.

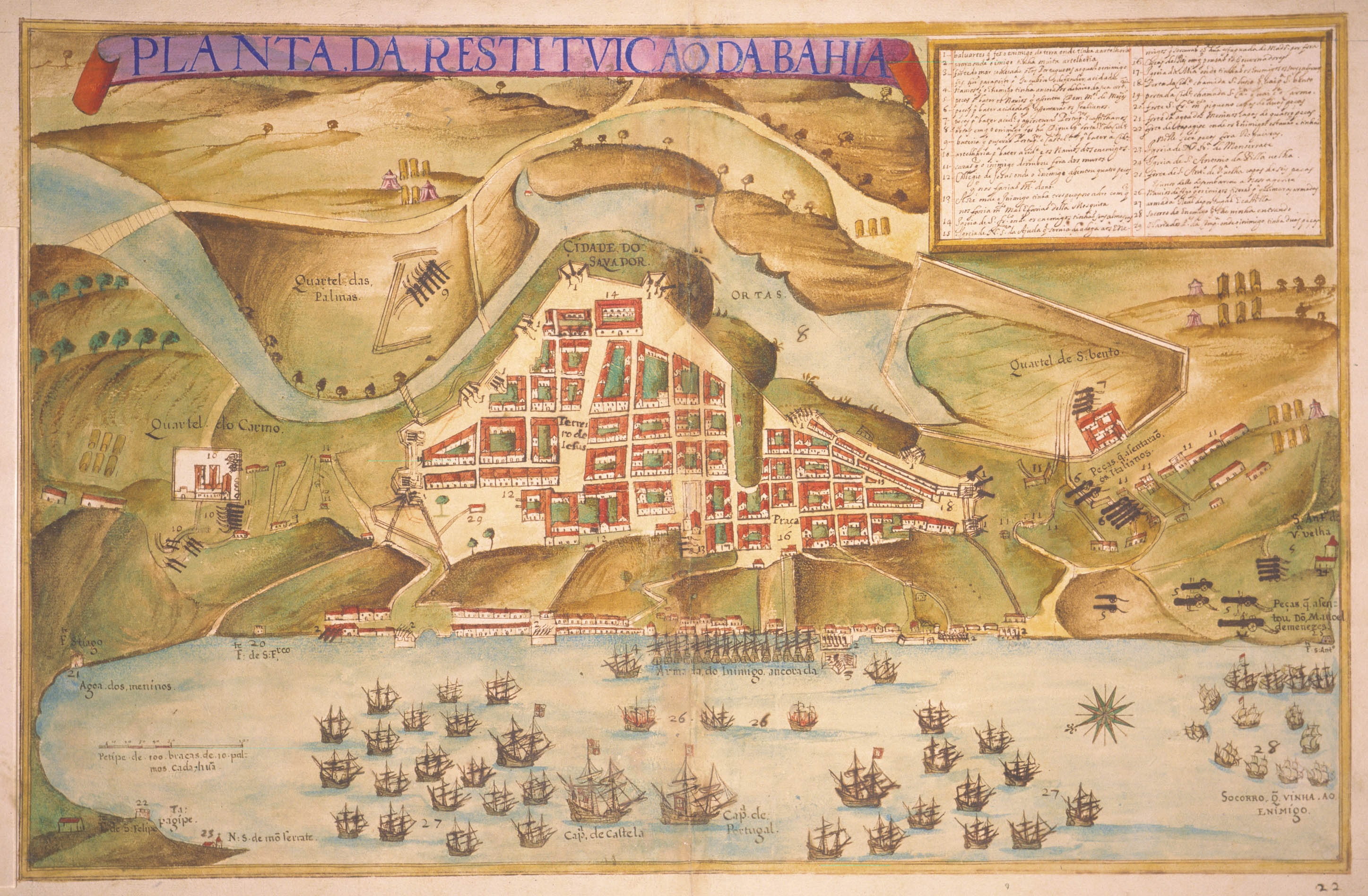
"Planta da restituição da Bahia" (João Teixeira Albernaz, o velho, 1631): em primeiro plano a Armada Espanhola contra os invasores da Companhia Holandesa das Índias Ocidentais

Após Tomé de Sousa, Duarte da Costa foi o governador-geral do Brasil. Chegou a 13 de julho de 1553, trazendo 260 pessoas (entre elas, o filho Álvaro), jesuítas, como José de Anchieta, e dezenas de órfãs para servirem de esposas para os colonos. Mem de Sá, terceiro governador-geral, que governou até 1572,  realizou uma profícua administração. Uma nova muralha, desenhada em 1605, envolvia uma área que correspondia a três ou quatro vezes a área original da cidade. No centro da nova expansão urbana, desenvolvida ao longo da segunda metade do século XVI, situavam-se o Colégio dos Jesuítas e o Terreiro de Jesus. O traçado dessa nova área de expansão da cidade é mais ortogonal e regular do que o núcleo original. A estrutura de loteamento dos quarteirões é igualmente regular, idêntica na sua estrutura e dimensões à do Bairro Alto. O Terreiro de Jesus foi concebido desde o início como uma praça regular e terá sido o elemento gerador de uma malha urbana circundante. Trata-se agora de uma concepção radicalmente diferente — e moderna — de espaço urbano e de estruturação urbana. A praça, e não mais os edifícios singulares, passa a ser o elemento estruturador da urbanização.
A cidade foi invadida pelos holandeses em 1624-1625 e em 1638. O açúcar, no século XVII — assim como no século anterior —, era o produto mais exportado pela América Portuguesa, e a Bahia era a segunda maior capitania produtora de açúcar no Brasil, atrás de Pernambuco. Na época, os limites da cidade iam da freguesia de Santo Antônio Além do Carmo até a freguesia de São Pedro Velho.

## Período imperial

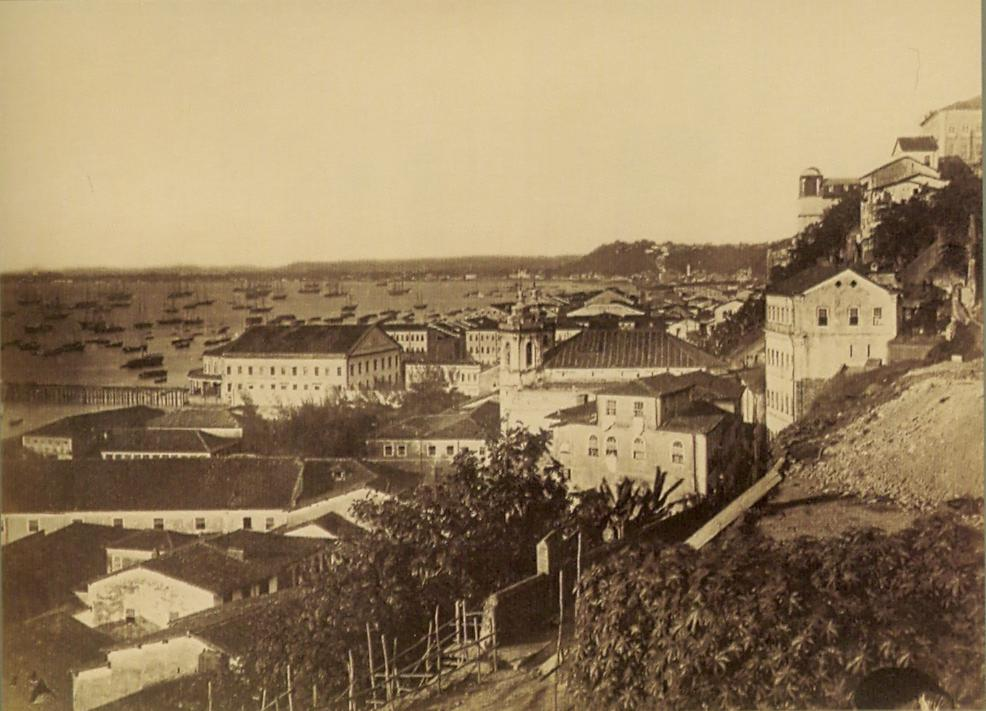
Salvador em 1875

No século XIX, no período imperial, alterações sociais provocaram a mudança da elite do Pelourinho para a Vitória. Casarões dessa época ainda persistem no Corredor da Vitória a despeito da especulação imobiliária.

## Período republicano

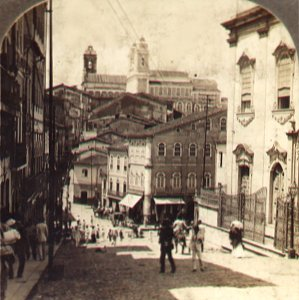
O Pelourinho em 1900

Em 1912, ocorreu o bombardeio da cidade, causado pelas disputas entre as lideranças oligárquicas na sucessão do governo: foram destruídos a biblioteca e o arquivo, perdendo-se, de forma irremediável, importantes documentos históricos da cidade.
Na virada entre os séculos XIX e XX, as influências das intervenções urbanísticas em Paris pelo Barão Haussmann chegaram à cidade. Por isso, em 1915 foi inaugurada a Avenida Sete de Setembro, construída a partir de algumas demolições. A nova avenida era a maior da cidade na época, com mais de quatro quilômetros de extensão, desde o Centro até a Barra. De mesma forma, a organização urbano-financeira do centro de Londres e de Wall Street da cidade de Nova Iorque também marcaram sua influência. Após vários aterros sobre a Baía de Todos os Santos, o bairro do Comércio surgiu em 1920 para concentrar as atividades financeiras na cidade, com sedes de agências de exportação e de câmbio e instituições bancárias e financeiras.
Durante a década de 1960, o processo de industrialização no estado atraiu a população do interior e intensificou a formação das periferias na capital. Soma-se ainda a venda de terras públicas municipais em 1968 para encarecer os terrenos do centro e da orla atlântica e empurrar os mais pobres para regiões mais distantes ou enclaves em volta do centro comercial.
A partir da década de 1970 as atividades econômicas de comércio varejista passaram a agrupar-se em centros comerciais (shopping centers). Assim, empreendimentos do tipo surgiram na cidade e para lá se deslocaram lojas de vestuário e departamento bem como restaurantes.
Na década de 1990, houve um grande projeto para tornar a cidade limpa e restaurar o Centro Histórico da cidade. Após isso, o entorno do Largo do Pelourinho é um grande centro cultural e o coração da trade turística de Salvador. No entanto, esta profilaxia social resultou numa remoção forçada de milhares de residentes da classe trabalhadora para a periferia da cidade, onde eles encontram dificuldades econômicas significativas.
Nos relatórios dos anos de 2014 e 2020, a Rede de Pesquisa de Globalização e cidades Mundiais (GaWC, na sigla em inglês) classificou Salvador como uma cidade global na categoria "Suficiência" (a menor). Levantamentos de cidades globais da consultoria Kearney também incluíram Salvador nos relatórios anuais de 2018 e 2020, enquanto a excluiu no de 2019.